# 望月登志子
望月 登志子（もちづき としこ、Mochizuki Toshiko、1942年 - ）は、日本の認知・知覚心理学者。本名は鳥居 登志子（とりい としこ）。夫は同じく心理学者で東京大学名誉教授の鳥居修晃。専門は、視覚・触覚を中心に知覚と認知。日本女子大学名誉教授。

## 経歴
1942年、東京都に生まれる。1966年、日本女子大学文学部教育学科卒業。日本女子大学大学院家政学研究科児童学専攻修士課程修了。文学博士。米国ミネソタ大学心理学科ロービジョン研究室海外研究員を経て、日本女子大学人間社会学部教授。現在、日本女子大学名誉教授。

## 著書
（新作順）

### 共著・編共著
- 『認知世界の崩壊と再形成－脳損傷による視覚の障害を中心に－』エスコアール 出版部、2014年6月。ISBN 978-4-900851-75-7。(共著者：鳥居修晃、能智正博、山田麗子）
- 『老年認知心理学への招待』風間書房、2006年。ISBN 978-4-7599-1581-5。「第10章 高齢者における視覚の基礎機能と感情の認知(望月登志子)」（日本女子大学 Cognitive Gerontology研究会）
- 『先天盲開眼者の視覚世界』東京大学出版会、2000年10月。ISBN 4130111116。(共著者：鳥居修晃）
- 『視知覚の形成 2 ―開眼手術後の視空間と事物の識別 (知覚と認知の心理学)』培風館、1997年9月。ISBN 4563057924。(共著者：鳥居修晃）
- 『視知覚の形成 1 (知覚と認知の心理学)』培風館、1992年7月。ISBN 4563057916。(共著者：鳥居修晃）
- 『知覚と認知の心理学 1.視知覚の形成』培風館、1992年6月。ISBN 4563057916。 執筆章<開眼手術後の定位と弁別>(共著者：鳥居修晃）

### 翻訳書
- マーク・H. ジョンソン, ミッシェルデ・ハーン 著、望月登志子,鹿取廣人,鳥居修晃,岡田隆 訳『発達認知神経科学』東京大学出版会、2014年12月。ISBN 9784130111348。
- M.フォン.ゼンデン 著、望月登志子・鳥居修晃 訳『視覚発生論―先天盲開眼前後の触覚と視覚 (現代基礎心理学選書 2)』協同出版、2009年。ISBN 978-4319107025。
- リチャード・グレゴリー 著、望月登志子, 鳥居修晃,鹿取廣人,鈴木光太郎 訳『鏡という謎 : その神話・芸術・科学』新曜社、2001年3月。ISBN 4788507544。

## 論文
（発表順）

### 単独論文
- MOTIZUKI TOSIKO「PERCEPTION AS A JOINT FUNCTION OF THE VALUE ORIENTATION OF THE SUBJECT AND THE VALUE OF STIMULUS WORDS」『Japanese Psychological Research』第15巻第1号、The Japanese Psychological Association、1973年、10-25頁、NAID 130001476071。
- 「開眼手術後の視知覚の状況と文字の習得過程-1,2-」『日本女子大学紀要 家政学部』第22号、日本女子大学(以下同誌では略)、1975年9月、29-57頁、NAID 40002956688。
- 「視覚と触覚による二次元図形の構造把握--開眼者と晴眼児の比較を中心として」『日本女子大学紀要 家政学部』第23号、1976年10月、19-29頁、NAID 40002956664。
- 「視覚と触覚による重なり図形の構造把握--開眼者と晴眼児の比較を中心として」『日本女子大学紀要 家政学部』第24号、1977年、23-31頁、NAID 40002956631。
- 望月登志子「380 開眼手術後における透視図的図形の構造把握(発達21,口頭発表)」『日本教育心理学会総会発表論文集』第19巻、日本教育心理学会、1977年、428-429頁、doi:10.20587/pamjaep.19.0_428。
- 「開眼手術後における奥行の把握」『人間研究』第15巻、日本女子大学、1979年3月、8-31頁、NAID 110001151524。
- 望月登志子「285 視覚による事物の把握(発達11,研究発表)」『日本教育心理学会総会発表論文集』第21回総会発表論文集セッションID: 285、日本教育心理学会、1979年、238-239頁、doi:10.20587/pamjaep.21.0_238。
- 「視覚と触覚による透視図的図形の構造把握 : 開眼者と晴眼児の比較を中心として」『本女子大学紀要. 家政学部』第26号、1979年10月、19-28頁、NAID 110008668306。
- 「開眼手術後の色彩視の形成過程」『日本女子大学紀要 家政学部』第28号、1981年10月、31-41頁、NAID 40002956761。
- 「先天盲における残存視覚機能の開発と構造化」『日本女子大学紀要. 家政学部』第29号、1982年3月、227-235頁、NAID 110004812838。
- 「乳児および開眼者における顔と表情の知覚化」『人間研究』第19号、日本女子大学、1983年3月、148-178頁、NAID 110001149940。
- 「先天盲における残存視覚機能の開発と構造化 : 第2報」『日本女子大学紀要. 家政学部』第30号、163-171頁、NAID 110004808592。
- 「先天盲における残存視覚機能の開発と構造化 第3報 : 奥行知覚を中心として」『日本女子大学紀要. 家政学部』第31号、1984年3月、169-178頁、NAID 110004781127。
- 「開眼手術後における事物の識別」『人間研究』第21号、日本女子大学、1985年3月、50-98頁、NAID 110001140138。
- 「6歳児における奥行の相対弁別と対象の大きさの把握」『日本女子大学紀要. 家政学部』第35号、1988年、27-32頁、NAID 110004646642。
- 「開眼手術後における視機能とその分化 : 視空間の構造を中心として」『基礎心理学研究』第7巻第2号、日本基礎心理学会(以下同誌では略)、1989年3月、53-70頁、NAID 110004855777。
- 「関係把握課題における認知的走査 : 注視点の分析による一試論」『日本女子大学紀要. 人間社会学部』第1巻、1990年、315-330頁、NAID 110004592380。
- 「映像認知における色彩の効果 : 彩色画と無彩色画の比較を通じて」『日本女子大学紀要. 人間社会学部』第2巻、1991年、151-160頁、NAID 110004541084。
- 「テレビ視聴時の視覚特性 : 音の情報効果を中心にして」『日本女子大学紀要. 人間社会学部』第3巻、1992年、133-145頁、NAID 110000538552。
- 「主観的輪郭線図形における形態把握の多様性 : 視覚と触覚による知覚型を通じて」『日本女子大学紀要. 人間社会学部』第4巻、1993年、55-67頁、NAID 110000538582。
- 「主観的輪郭図形における形態把握の多様性(2) : 初期段階の視覚による把握型を通じて」『日本女子大学紀要. 人間社会学部』第5巻、1994年、389-407頁、NAID 110000538631。
- 「視野制限条件下における主観的輪郭線図形の知覚(C-1,VI.第13回大会発表要旨)」『基礎心理学研究』第13巻第1号、1994年8月、61頁、NAID 110004863950。
- 「開眼手術後における鏡映像の定位と知覚」『基礎心理学研究』第15巻第2号、1997年3月、89-101頁、NAID 110004864088。
- 「中心・周辺視における文字の識別と知覚範囲(研究発表D,VI.第17回大会発表要旨)」『基礎心理学研究』第17巻第2号、1999年3月、145頁、NAID 110004864228。
- 「色再認における色連想語の効果(研究発表F,VII.第19回大会発表要旨)」『基礎心理学研究』第19巻第2号、2001年3月、146頁、NAID 110004864502。
- 「顔の表情認知における色彩効果 : 色の種類と面積を通じて(発表要旨,日本動物心理学会第61回大会・日本基礎心理学会第20回大会合同大会)」『基礎心理学研究』第20巻第2号、2002年3月、219頁、NAID 110004864502。
- 「Ebbinghausの円対比錯視に及ぼす触覚情報の効果」『日本認知心理学会発表論文集』、The Japanese Society for Cognitive Psychology、2010年、126頁、NAID 130005036547。
- 「企画の趣旨(視覚情報の処理過程-その基礎研究と障害への応用,第28回大会 特別講演(公開))」『基礎心理学研究』第29巻第1号、2010年9月、30頁、NAID 110007987974。
- 「'かわいい'形態のもつ知覚特性 Perceptual traits of 'cute' figures」『日本認知心理学会発表論文集 日本認知心理学会第9回大会』2011年、99-99頁、NAID 130005036807、2015年9月14日閲覧。

### 共同論文

#### 1967年 - 2010年まで
- 「日本人の恥意識」『人間研究』第4巻、日本女子大学、1967年8月、33-60頁、NAID 110001182457。 （共同執筆：近江恵子、田緑淑子）
- 「日本の心理学界に関する若干の統計的考察 (日本の心理学(特集))」『心理学評論』第4巻第2号、心理学評論刊行会、1972年、308-334頁、NAID 40001978960。（共同執筆：吉田正昭)
- 「幼児に対する母親の期待像 : 第1報」『日本女子大学児童研究所紀要』第2巻、日本女子大学(以下同誌では略)、1974年、33-45頁、NAID 110006240712。（共同執筆：水原泰介、杉溪一言、守屋国光、高本千栄子)
- 「幼児に対する母親の期待像 第2報 : 現実像の分析」『日本女子大学児童研究所紀要』第3巻、1976年11月、1-10頁、NAID 110006241303。（共同執筆：杉溪一言、水原泰介、守屋国光)
  - 「幼児に対する母親の期待像 第3報 : 幼児の行動との関係」同誌、11-17頁 （執筆者：同前）
- 「道徳判断の発達段階に関する研究」『日本女子大学紀要. 家政学部』第25巻、1978年、7-19頁、NAID 110008664798。（共同執筆：宇川和子、石井富美子）
- 「幼児に対する母親の期待像 第4報 : 母親の目標水準と幼児の行動」『日本女子大学児童研究所紀要』第4巻、1979年3月、4-9頁、NAID 110006244385。（共同執筆：杉渓一言、水原泰介）
  - 「幼児に対する母親の期待像 第5報 : 母親の期待水準と幼児の要求水準」同誌、10-13頁
- 中須賀淑子, 東條吉邦, 望月登志子, 松田文子, 玉川公代, 山下直治, 馬場雄二, 土谷彰克「発達23(367～374)(部門別研究発表題目・質疑応答・討論の概要)」『教育心理学年報』第18巻、日本教育心理学会、1979年、27頁、NAID 110001894770。
- 「道徳判断の発達段階に関する研究(第2報)」『日本女子大学紀要. 人間家政学部』第27巻、1980年10月、1-11頁、NAID 110008674568。（共同執筆：宇川和子、石井 富美子）
- 「特集 子の成長はなが～い目でみる (4)自己概念の形成過程」（国会図書館デジタル化資料(館内限定閲覧)）『発達』第12巻第45号、ミネルヴァ書房、1991年1月、30-42頁、ISSN 03883787、2015年9月3日閲覧。（共同執筆：福本俊）
- 「制限視野条件下における主観的輪郭線図形の知覚II(B-1,VI.第14回大会発表要旨)」『基礎心理学研究』第14巻第1号、1995年8月、34頁、NAID 110004863996。（共同執筆：深田芳郎）
- 「ラジオ広告の評価に関する生理心理学的検討」『日本女子大学大学院紀要. 人間社会学部』第6号、2000年3月、219-236頁、NAID 40005374825。（共同執筆：清水綾子、川原ゆり）
- 「色再認における色連想語の効果」『日本色彩学会誌』第24巻SUPPLEMENT、2000年5月、92-93頁、NAID 110001708493。（共同執筆：光永アリサ)
- 望月登志子, 黒澤さとみ「顔の表情と声の抑揚による非言語・パラ言語情報の認知--会話の相手・感情・気分・態度」『日本女子大学紀要 人間社会学部』第17号、日本女子大学、2006年、121-137頁、ISSN 09172076、NAID 110006223518。
- 「中心・周辺視野における画像的奥行きの知覚」『心理学研究』第78巻第1号、2007年、51-56頁、doi:10.4992/jjpsy.78.51、2015年9月14日閲覧。（共同執筆：白間綾）
- 高木真由美, 高橋道子, 望月登志子「幼児期の他者の感情理解の発達 : 文脈に沿った感情変化を通して」『東京学芸大学紀要 総合教育科学系』第58巻、東京学芸大学紀要出版委員会、2007年2月、135-145頁、hdl:2309/65466、ISSN 18804306、NAID 110006421644。
- 望月登志子, 湯山かおり, 矢田秀明「視・運動性作業に及ぼす心的負荷と筋緊張の影響 : 自動化した制御をめぐって」『日本女子大学紀要. 人間社会学部』第20巻、2009年、39-59頁、NAID 110007575218、2015年9月14日閲覧。
- 望月登志子, 川口裕美「書道における落ち着き感の検討 : 筋電圧と呼吸の特性を通じて」『日本女子大学紀要. 人間社会学部』第21巻、2010年、37-49頁、NAID 110008620777、2015年9月14日閲覧。

#### 共同論文（大日向達子）
- 「児童における色の知覚 : 比視感度曲線(VII.第6回大会発表要旨)」『基礎心理学研究』第6巻第1号、1987年10月、47頁。（共同執筆：大日向達子）
- 「児童における色の知覚 : カラー・ネーミング(B.パネル発表,VI.第7回大会発表要旨)」『基礎心理学研究』第7巻第1号、1988年10月、40頁、NAID 110004855760。（共同執筆：大日向達子）
- 「児童におるけ色の知覚 : カラー・ネーミング(2)(A.ポスター発表,VII.第9回大会発表要旨)」『基礎心理学研究』第9巻第1号、1990年9月、56-57頁、NAID 110004855863。（共同執筆：大日向達子）
- 「児童における色の知覚 : カラー・ネーミング(3)(B-IV.色・錯視,VI.第10回大会発表要旨)」『基礎心理学研究』第10巻第1号、1991年10月、80頁、NAID 110004855990。（共同執筆：大日向達子）
- 「児童における色の知覚 : 比視感度曲線(2)(A-III.,VI.第11回大会発表要旨)」『基礎心理学研究』第11巻第1号、1992年8月、3頁、NAID 110004863806。（共同執筆：大日向達子）
- 「児童における色の知覚 : 波長弁別関数(VI.第12回大会発表要旨)」『基礎心理学研究』第12巻第1号、1993年8月、58-59頁、NAID 110004863850。（共同執筆：大日向達子）

#### 共同論文（鳥居修晃）
- 「先天性白内障手術後の形態視機能の形成過程(第1回大会研究発表要旨)」『基礎心理学研究』第1巻第2号、1982年12月、137頁、NAID 110004855314。（共同執筆：佐々木正晴、鳥居修晃）
- 「先天性白内障の手術後における形の知覚」（国会図書館デジタル化資料(館内限定閲覧)）『あたらしい眼科 1』第1巻第1号、メディカル葵出版 [編]、1984年5月、79-81頁、2015年9月3日閲覧。（共同執筆：佐々木正晴、鳥居修晃、高久容一、山下栄三）
- 「視運動機能の分析:その発達と障害(3)(研究発表 A-IV,VII. 第4回大会プログラム及び発表要旨)」『基礎心理学研究』第4巻第1号、1985年10月、48頁、NAID 110004855504。（共同執筆：鳥居修晃、鹿取廣人、望月登志子、山上精次、佐藤隆夫）
- 「先天性白内障の手術前後における視覚的な弁別と識別(知覚7(視覚安定と空間定位),研究発表B-VI,VII.第5回大会プログラム及び発表要旨)」『基礎心理学研究』第5巻第1号、51頁、NAID 110004855596。（共同執筆：鳥居修晃)
- 「視覚の発生と非言語的交信行動の形成過程〔含 コメント〕 (象徴行動<特集>)」『心理学評論』第30巻第1号、1987年、49-87頁、NAID 40001979460。（共同執筆：鳥居修晃）
- 「脳損傷に伴う視運動機能障害とその回復過程(1) : 両眼視機能と奥行知覚(VII.第6回大会発表要旨)」『基礎心理学研究』第6巻第1号、1987年10月、45頁。（共同執筆：鳥居修晃、山田 麗子）
  - 「視野欠損と残存視覚機能(VII.第6回大会発表要旨)」同誌、47頁（共同執筆：鳥居修晃、高橋晃）
- 「脳性マヒ児Kにおける色彩視及び両眼視機能の発現過程(部門B,VII.第8回大会発表要旨)」『基礎心理学研究』第8巻第1号、1989年10月、45頁、NAID 110004855814。（共同執筆：鳥居修晃）
- 「角膜移植後における視覚的定位活動(C.口頭発表,VII.第9回大会発表要旨)」『基礎心理学研究』第9巻第1号、1990年10月、59頁、NAID 110004855875。（共同執筆：鳥居修晃）
  - 「視覚遮蔽事態における外界の構造把握(C.口頭発表,VII.第9回大会発表要旨)」同誌同頁（共同執筆：佐々木正晴、八木文雄、鳥居修晃）
- 「先天性白内障手術後における遠方視機能と即時視機能の形成(A-III.,VI.第11回大会発表要旨)」『基礎心理学研究』第11巻第1号、1992年8月、36頁、NAID 110004863806。（共同執筆：佐々木正晴、八木文雄、鳥居修晃）
  - 「開眼手術後における鏡映像の定位と認知(A-III.,VI.第11回大会発表要旨)」同誌同頁 （共同執筆：鳥居修晃)
- 「先天性白内障手術後における形態視機能の生成過程(VI.第12回大会発表要旨)」『基礎心理学研究』第12巻第1号、1993年8月、63頁、NAID 110004863850。（共同執筆：佐々木正晴、鳥居修晃）
- 「信号系活動の分化・統合過程に関する実験心理学的・障害学的研究<主観的輪郭線図形における形態把握の多様性 : 視覚と触覚による知覚型を通して/望月登志子>」、文部省科学研究費補助金研究成果報告書、1994年、NCID BN11651797。（共同執筆：研究代表者;河内十郎。鳥居修晃,河村満,藤井稔,竹内愛子,高橋晃,下条信輔）
- 「先天性白内障の手術前後における視・運動系と触・運動系の活動(1)」『基礎心理学研究』第12巻第2号、1994年3月、85-97頁、NAID 110004863896。（共同執筆：佐々木正晴、鳥居修晃）
- 「開眼手術後における視覚と触覚の断絶,その調整過程(C-1,VI.第13回大会発表要旨)」『基礎心理学研究』第13巻第1号、1994年8月、61頁、NAID 110004863949。（共同執筆：佐々木正晴、鳥居修晃）
- 「Post-surgery Perception of Subjective Contour Figures in the Cases of the Congenitally Blind」『Japanese Psychological Research』第37巻第3号、1995年、146-157頁、NAID 110000003233。
- 「先天盲の開眼手術後における立体の知覚 (特集:形)」『心理学評論』第38巻第4号、1995年、581-605頁、NAID 40001979728。（共同執筆：鳥居修晃)
- 「開眼手術後の,形-視・運動系活動の形成過程と,その過程に関与する触・運動系活動の働き(セッション2,VI.第15回大会発表要旨)」『基礎心理学研究』第15巻第1号、1996年9月、55頁、NAID 110004864043。（共同執筆：佐々木正晴、鳥居修晃）
- 「開眼手術後における事物の識別(研究発表C,IV.第16回大会発表要旨)」『基礎心理学研究』第16巻第2号、1998年3月、122頁、NAID 110004864159。（共同執筆：鳥居修晃）
- 「開眼手術後における事物の反復提示とその効果(研究発表F,VI.第17回大会発表要旨)」『基礎心理学研究』第17巻第2号、1999年3月、149頁、NAID 110004864246。（共同執筆：鳥居修晃）
- 「開眼手術と視覚」『心理学ワールド』第16号、2002年1月、21-24頁、NAID 40005199189。（共同執筆：鳥居修晃）
- 「開眼手術後における美の知覚(発表要旨,日本基礎心理学会第21回大会)」『基礎心理学研究』第21巻第2号、2003年3月、157-158頁、NAID 110004864706。（共同執筆：鳥居修晃）

#### 共同論文（中川佳子）
- 「雑誌広告における空間的"間"の有効性 : 画像評価を通じて」『日本女子大学紀要. 人間社会学部』第11巻、2000年、149-161頁、NAID 110000538514。（共同執筆：中川佳子、須賀哲夫[他]、川原ゆり）
- 「形態識別時の有効視野に及ぼす先行刺激の部分情報(研究発表A,AVプレゼンテーション,VII.第18回大会発表要旨)」『基礎心理学研究』第18巻第2号、日本基礎心理学会、2000年3月、188頁、NAID 110004864290。（共同執筆：中川佳子)
- 「形態識別時の有効視野におよぼす先行刺激の時・空間的効果」『映像情報メディア学会技術報告』第24巻第26号、一般社団法人映像情報メディア学会、2000年3月、43-48頁、NAID 110003687754。（共同執筆：中川佳子、鷲見成正）
- 「形態識別時の有効視野に及ぼす先行刺激の部分情報(研究発表A,AVプレゼンテーション,VII.第18回大会発表要旨)」『基礎心理学研究』第18巻第2号、2000年3月、188頁、NAID 110004864290。（共同執筆：中川佳子）
- 「ラジオ広告における"間"の効果とその評価」『日本女子大学紀要. 人間社会学部』第12巻、2001年、91-109頁。（共同執筆：中川佳子、須賀哲夫[他]、川原ゆり）
- 「形態識別時の有効視野に及ぼす先行刺激の一致度(研究発表B,VII.第19回大会発表要旨)」『基礎心理学研究』第19巻第2号、2001年3月、133頁、NAID 110004864446。（共同執筆：中川佳子）
- 「文法判断時と位置判断時における脳血流量の比較 : 光トポグラフィーによる日本語母語話者の計測(発表要旨,日本動物心理学会第61回大会・日本基礎心理学会第20回大会合同大会)」『基礎心理学研究』第20巻第2号、2002年3月、221頁。（共同執筆：中川佳子、田中泉、河内 十郎）
- 「脳血流量変化からみた日本語文法処理における大脳皮質の機能局在性の検討」『Health and behavior sciences』第2巻第1号、日本健康行動科学会、2003年7月、35-41頁。（共同執筆：中川佳子、田中泉[他]）
- 「Cognitive Gerontology に基づく高齢者の高次脳機能の開発 : そのI音楽聴取および歌唱時による前頭前野の活性化について」『日本女子大学紀要. 人間社会学部』第15巻、59-71頁、NAID 40006989513。（共同執筆：川原ゆり,小山高正,酒井博美[他],中川佳子, 須賀哲夫,鵜養美昭）
- 「両側後頭葉内側面底部梗塞患者における視差情報からの形態知覚障害(日本基礎心理学会第24回大会,大会発表要旨)」『基礎心理学研究』第24巻第2号、2006年3月、241頁、NAID 110004775880。（共同執筆：中川佳子、仲泊聡、河内十郎、北原健二）

#### 共同論文（渡辺桃子）
- 「表情認知における視聴覚情報の相互規定性 : 情緒識別と快・不快判断をめぐって(研究発表B,AVプレゼンテーション,VII.第18回大会発表要旨)」同誌,193頁。（共同執筆：渡辺桃子）
- 「表情認知における視聴覚情報の相互規定性」『感情心理学研究』第11巻第2号、APAN SOCIETY FOR RESEARCH ON EMOTIONS、2004年、53-64頁、doi:10.4092/jsre.11.53、2019年6月5日閲覧。（共同執筆：渡辺桃子）
- 「非言語的コミュニケーション場面における顔の表情認知 : 複合的処理過程の提案」『日本女子大学紀要. 人間社会学部』第18巻、2007年、87-97頁、NAID 110006616374、2015年9月14日閲覧。（共同執筆：渡辺桃子）
- 渡辺桃子, 望月登志子「顔表情からの感情検出にかかわる主観的・客観的情報処理(日本基礎心理学会第28回大会,大会発表要旨)」『基礎心理学研究』第28巻第2号、2010年3月、283頁、NAID 110007618495。

## 家族・親族

### 家族
- 鳥居修晃（夫、心理学者・東京大学名誉教授）

### 遠戚
- 加藤酉治（義甥の妻の高祖父（7親等）、政治家）
- 渡部光正（義甥の義父（3親等）、音楽家）